# Lista de aves do Azerbaijão
Esta é uma lista das espécies de aves registradas no Azerbaijão. A avifauna do Azerbaijão inclui um total de 419 espécies.
O tratamento taxonômico desta lista (designação e sequência de ordens, famílias e espécies) e a nomenclatura (nomes comuns e científicos) seguem as convenções da The Clements Checklist of Birds of the World, edição de 2021. O nome  da ordem e da família no início de cada cabeçalho reflete essa taxonomia, assim como as contagens das espécies encontradas em cada grupo da família. As espécies acidentais estão incluídas na contagem total de espécies do Azerbaijão.
As seguintes tags foram usadas para destacar várias categorias. As espécies nativas de ocorrência comum não se enquadram em nenhuma dessas categorias:
- (A) Acidental - uma espécie que ocorre raramente ou acidentalmente no Azerbaijão.
- (I) Introduzida - uma espécie introduzida no Azerbaijão como consequência, direta ou indireta, das ações humanas.

## Patos, gansos e aves aquáticas
Ordem: Anseriformes   Família: Anatidae
Os Anatidae incluem os patos e a maioria das aves aquáticas parecidas com patos, como gansos e cisnes. Essas aves estão adaptadas a um habitat aquático e possuem pés palmados, bicos achatados e penas que possuem uma cobertura oleosa.
- Ganso-das-neves, Anser caerulescens (A)
- Ganso-bravo, Anser anser
- Ganso-grande-de-testa-branca, Anser albifrons
- Ganso-pequeno-de-testa-branca, Anser erythropus
- Ganso-campestre, Anser fabalis (A)
- Ganso-da-tundra, Anser serrirostris (A)
- Ganso-de-peito-ruivo, Branta ruficollis
- Cisne-branco, Cygnus olor
- Cisne-pequeno, Cygnus columbianus
- Cisne-bravo, Cygnus cygnus
- Pato-ferrugíneo, Tadorna ferruginea
- Pato-branco, Tadorna tadorna
- Marreco, Spatula querquedula
- Pato-trombeteiro, Spatula clypeata
- Frisada, Mareca strepera
- Piadeira, Mareca penelope
- Pato-real, Anas platyrhynchos
- Marreca-arrebio, Anas acuta
- Marrequinha-comum, Anas crecca
- Pardilheira, Marmaronetta angustirostris
- Pato-de-bico-vermelho, Netta rufina
- Zarro-comum, Aythya ferina
- Zarro-castanho, Aythya nyroca
- Zarro-negrinha, Aythya fuligula
- Zarro-bastardo, Aythya marila
- Negrola-de-asa-branca-europeia, Melanitta fusca
- Pato-preto, Melanitta nigra (A)
- Pato-de-cauda-afilada, Clangula hyemalis (A)
- Pato-olho-d'ouro, Bucephala clangula
- Merganso-pequeno, Mergellus albellus
- Merganso-grande, Mergus merganser
- Merganso-de-poupa, Mergus serrator
- Pato-de-rabo-alçado-americano, Oxyura jamaicensis (I)
- Pato-de-rabo-alçado, Oxyura leucocephala

## Faisões, tetrazes e semelhantes
Ordem: Galináceos   Família: Phasianidae
Os Phasianidae são uma família de aves terrestres. Em geral, eles são arredondados e cheios (embora variem de tamanho) e têm asas largas e relativamente curtas.
- Tetraz-do-cáucaso, Lyrurus mlokosiewiczi
- Perdiz-cinzenta, Perdix perdix
- Faisão-comum, Phasianus colchicus
- Francolim-negro, Francolinus francolinus
- Galo-das-neves-do-cáucaso, Tetraogallus caucasicus
- Galo-das-neves-do-cáspio, Tetraogallus caspius
- Perdiz-sisi, Ammoperdix griseogularis (A)
- Codorniz-comum, Coturnix coturnix
- Perdiz-chucar, Alectoris chukar

## Flamingos
Ordem: Phoenicopteriformes   Família: Phoenicopteridae
Os flamingos são aves de 1 a 1,5 metro de altura, encontradas nos Hemisférios Ocidental e Oriental. Os flamingos alimentam-se de mariscos e algas. Seus bicos de forma estranha são especialmente adaptados para separar lama e lodo dos alimentos que consomem e, exclusivamente, são usados de cabeça para baixo.
- Flamingo-comum, Phoenicopterus roseus

## Mergulhões
Ordem: Podicipediformes   Família: Podicipedidae
Os mergulhões são pássaros de mergulho de água doce de pequeno a médio porte. Eles pés achatados e são excelentes nadadores e mergulhadores. No entanto, eles têm seus pés colocados para trás no corpo, tornando-os bastante desajeitados em terra.
- Mergulhão-pequeno, Tachybaptus ruficollis
- Mergulhão-de-pescoço-castanho, Podiceps auritus
- Mergulhão-de-pescoço-vermelho, Podiceps grisegena
- Mergulhão-de-crista, Podiceps cristatus
- Mergulhão-de-pescoço-preto, Podiceps nigricollis

## Pombos, pombas e rolas
Ordem: Columbiformes   Família: Columbidae
Pombos, pombas e rolas são pássaros encorpados com pescoços curtos e bicos nectívoros curtos e esbeltos.
- Pombo-comum, Columba livia
- Pombo-bravo, Columba oenas
- Pombo-torcaz, Columba palumbus
- Rola-comum, Streptopelia turtur
- Rola-oriental, Streptopelia orientalis (A)
- Rola-turca, Streptopelia decaocto
- Rola-do-senegal, Streptopelia senegalensis
- Pomba máscara de ferro, Oena capensis (A)

## Cortiçol
Ordem: Pterocliformes   Família: Pteroclidae
Os Cortiçol têm cabeças e pescoços pequenos e semelhantes a pombos, mas corpos compactos resistentes. Eles têm asas pontiagudas e às vezes caudas e um voo direto e rápido. Os bandos voam para os poços ao amanhecer e ao anoitecer. Suas pernas estão emplumadas até os dedos dos pés. Existem 16 espécies no mundo inteiro e 2 espécies que ocorrem no Azerbaijão.
- Cortiçol-de-pallas, Syrrhaptes paradoxus (A)
- Cortiçol-de-barriga-branca, Pterocles alchata (A)
- Cortiçol-de-barriga-preta, Pterocles orientalis

## Abetardas
Ordem: Otidiformes   Família: Otididae
As abetardas são grandes aves terrestres associadas principalmente ao país aberto e estepes no Velho Mundo. Elas são onívoras e fazem ninhos no chão. Elas possuem pernas fortes e dedões grandes, bicando por comida enquanto andam. Elas têm asas largas com padrões marcantes em voo. Muitas têm interessantes exibições de acasalamento.
- Abetarda-comum, Otis tarda
- Abetarda-de-MacQueen, Chlamydotis macqueenii
- Sisão, Tetrax tetrax

## Cucos
Ordem: Cuculiformes   Família: Cuculidae
A família Cuculidae inclui cucos, papa-léguas e anus. Estas aves são de tamanho variável com corpos esbeltos, caudas longas e pernas fortes.
- Cuco-rabilongo, Clamator glandarius (A)
- Cuco-canoro, Cuculus canorus

## Bacuraus/Noitibós
Ordem: Caprimulgiformes   Família: Caprimulgidae
Os bacuraus/noitibós são aves noturnas de tamanho médio que geralmente fazem ninhos no chão. Elas têm asas longas, pernas curtas e bicos muito curtos. A maioria tem pés pequenos, de pouca utilidade para andar, e longas asas pontudas. Sua plumagem macia é camuflada para se assemelhar a casca ou folhas.
- Noitibó-da-europa, Caprimulgus europaeus

## Andorinhões
Ordem: Caprimulgiformes   Família: Apodidae
Os andorinhões são pássaros pequenos que passam a maior parte de suas vidas voando. Estes pássaros têm pernas muito curtas e nunca se acomodam voluntariamente no chão, empinando-se apenas em superfícies verticais. São muito velozes e têm longas asas varridas para trás que se assemelham a um bumerangue.
- Andorinhão-real, Apus melba
- Andorinhão-preto, Apus apus
- Andorinhão-pequeno, Apus affinis

## Saracuras, galinhas-d'água e carquejas
Ordem: Gruiformes   Família: Rallidae
Os Rallidae é uma grande família de aves de pequeno a médio porte que inclui saracuras, sanãs, galinhas-d'água, pintos-d'água, frangos-d'água e carquejas. Normalmente habitam vegetação densa em ambientes úmidos perto de lagos, pântanos ou rios. Em geral, são pássaros tímidos e solitários, tornando-os difíceis de observar. A maioria das espécies tem pernas fortes e dedos longos que são bem adaptados a superfícies macias e irregulares. Eles tendem a ter asas curtas, arrendodadas e frágeis.
- Frango-d'água-europeu, Rallus aquaticus
- Codornizão, Crex crex
- Franga-d'água-grande, Porzana porzana
- Galinha-d'água, Gallinula chloropus
- Galeirão-comum, Fulica atra
- Camão-de-cabeça-cinzenta, Porphyrio poliocephalus
- Franga-d'água-bastarda, Zapornia parva
- Franga-d'água-pequena, Zapornia pusilla

## Grous
Ordem: Gruiformes   Família: Gruidae
Os grous são pássaros grandes, de pernas longas e de pescoço comprido. Ao contrário das garças semelhantes, mas não relacionadas, os grous voam com o pescoço estendido, não puxado para trás.
- Grou-pequeno, Grus virgo
- Grou-siberiano, 	Leucogeranus leucogeranus (A)
- Grou-comum, Grus grus

## Alcaravões
Ordem: Charadriiformes   Família: Burhinidae
Os alcaravões são um grupo de pássaros em grande parte tropicais da família Burhinidae. Eles são encontrados em todo o mundo dentro da zona tropical, com algumas espécies também se reproduzindo em regiões tropicais da Europa e Austrália. Eles possuem uma estatura média, com bicos pretos ou amarelos, grandes olhos amarelos e plumagem enigmática. A maioria das espécies tem preferência por habitats áridos ou semiáridos.
- Alcaravão, Burhinus oedicnemus

## Pernilongos e alfaiates
Ordem: Charadriiformes   Família: Recurvirostridae
Os Recurvirostridae são uma família de grandes aves, que inclui os pernilongos e alfaiates. Os alfaiates têm pernas longas e longos bicos curvados. Os pernilongos têm pernas extremamente longas, finas e retas.
- Pernilongo, Himantopus himantopus
- Alfaiate, Recurvirostra avosetta

## Ostraceiros
Ordem: Charadriiformes   Família: Haematopodidae
Os ostraceiros são pássaros grandes e barulhentos, com bicos fortes usados para esmagar ou pegar moluscos.
- Ostraceiro-europeu, Haematopus ostralegus

## Tarambolas, abibes e borrelhos
Ordem: Charadriiformes   Família: Charadriidae
A família Charadriidae inclui os tarambolas, abibes e borrelhos. São aves de pequeno a médio porte com corpos compactos, pescoços curtos, grossos e asas longas, geralmente pontiagudas. Eles são encontrados em país aberto em todo o mundo, principalmente em habitats próximos à água.
- Tarambola-cinzenta, Pluvialis squatarola
- Tarambola-dourada, Pluvialis apricaria
- Tarambola-dourada-siberiana, Pluvialis fulva (A)
- Abibe-comum, Vanellus vanellus
- Abibe-esporado, Vanellus spinosus (A)
- Abibe-Do-Índico, Vanellus indicus (A)
- Abibe-sociável, Vanellus gregarius
- Abibe-de-cauda-branca, Vanellus leucurus
- Borrelho-do-deserto, Charadrius leschenaultii
- Borrelho-asi, Charadrius asiaticus
- Borrelho-de-coleira-interrompida, Charadrius alexandrinus
- Borrelho-grande-de-coleira, Charadrius hiaticula
- Borrelho-pequeno-de-coleira, Charadrius dubius
- Borrelho-ruivo, Charadrius morinellus

## Maçaricos, pilritos e semelhantes
Ordem: Charadriiformes   Família: Scolopacidae
Os Scolopacidae (ou escolopacídeos) são uma grande família diversa de aves de pequeno a médio porte, incluindo maçaricos, pilritos, narcejas e pernas. A maioria dessas espécies comem pequenos invertebrados retirados da lama ou do solo. A variação no comprimento das pernas e bico permite que várias espécies se alimentem no mesmo habitat, especialmente na costa, sem competição direta por alimento.
- Maçarico-galego, Numenius phaeopus
- Maçarico-de-bico-fino, Numenius tenuirostris (A)
- Maçarico-real, Numenius arquata
- Fuselo, Limosa lapponica
- Maçarico-de-bico-direito, Limosa limosa
- Rola-do-mar, Arenaria interpres
- Seixoeira, Calidris canutus
- Combatente, Calidris pugnax
- Pilrito-falcinelo, Calidris falcinellus
- Pilrito-acuminado, Calidris acuminata (A)
- Pilrito-de-bico-comprido, Calidris ferruginea
- Pilrito-de-temminck, Calidris temminckii
- Pilrito-das-praias, Calidris alba
- Pilrito-comum, Calidris alpina
- Maçarico-de-bico-fino, Calidris bairdii (A)
- Pilrito-pequeno, Calidris minuta
- Pilrito-de-uropígio-branco, Calidris fuscicollis (A)
- Pilrito-peitoral, Calidris melanotos (A)
- Maçarico-escolopáceo-americano, Limnodromus scolopaceus (A)
- Narceja-galega, Lymnocryptes minimus
- Galinhola, Scolopax rusticola
- Narceja-real, Gallinago media
- Narceja-comum, Gallinago gallinago
- Maçarico-sovela, Xenus cinereus
- Falaropo-de-bico-fino, Phalaropus lobatus
- Falaropo-de-bico-grosso, Phalaropus fulicarius (A)
- Maçarico-das-rochas, Actitis hypoleucos
- Maçarico-bique-bique, Tringa ochropus
- Perna-vermelha-escuro, Tringa erythropus
- Perna-verde-comum, Tringa nebularia
- Perna-verde-fino, Tringa stagnatilis
- Maçarico-bastardo, Tringa glareola
- Perna-vermelha-comum, Tringa totanus

## Corredores e perdizes
Ordem: Charadriiformes   Família: Glareolidae
Os Glareolidae são uma família de aves pernaltas que compreende as perdizes, que têm pernas curtas, asas pontiagudas longas e longas caudas bifurcadas, e os corredores, que têm pernas longas, asas curtas e bico longo e pontiagudo que se curva para baixo.
- Corredor, Cursorius cursor
- Perdiz-do-mar-comum, Glareola pratincola
- Perdiz-do-mar-oriental, Glareola maldivarum
- Perdiz-do-mar-d'asa-preta, Glareola nordmanni

## Moleiros
Ordem: Charadriiformes   Família: Stercorariidae
A família Stercorariidae é composta, em geral, por aves de médio a grande porte, tipicamente com plumagem cinza ou marrom, muitas vezes com manchas brancas nas asas. Elas fazem ninhos no solo e em regiões temperadas e árticas, e são migrantes de longa distância.
- Moleiro-pomarino, Stercorarius pomarinus (A)
- Moleiro-parasítico, Stercorarius parasiticus

## Gaivotas, andorinhas-do-mar e bicos-de-tesoura
Ordem: Charadriiformes   Família: Laridae
Os Laridae são uma família de aves marinhas de médio a grande porte, gaivotas, andorinhas-do-mar e bicos-de-tesoura. As gaivotas são tipicamente cinzentas ou brancas, geralmente com marcas pretas na cabeça ou nas asas. Elas têm um corpo robusto e comprido e pés palmados. As andorinhas são um grupo de aves marinhas geralmente de médio a grande porte, tipicamente com plumagem cinza ou branca, geralmente com manchas pretas na cabeça. A maioria das andorinhas-do-mar caça peixes mergulhando, mas algumas pegam insetos na superfície da água doce. As andorinhas são geralmente aves de vida longa, com várias espécies conhecidas por viverem mais de 30 anos.
- Gaivota-tridáctila, Rissa tridactyla (A)
- Gaivota-de-bico-fino, Chroicocephalus genei
- Guincho-comum, Chroicocephalus ridibundus
- Gaivota-pequena, Hydrocoloeus minutus
- Gaivota-de-cabeça-preta, Ichthyaetus melanocephalus
- Gaivotão-de-cabeça-preta, Ichthyaetus ichthyaetus
- Gaivota-parda, Larus canus
- Gaivota-prateada, Larus argentatus (A)
- Gaivota-de-patas-amarelas, Larus michahellis
- Gaivota-do-cáspio, Larus cachinnans
- Gaivota-da-arménia, Larus armenicus
- Gaivota-de-asa-escura, Larus fuscus
- Gaivota-hiperbórea, Larus hyperboreus (A)
- Andorinha-do-mar-anã, Sternula albifrons
- Gaivina-de-bico-preto, Gelochelidon nilotica
- Gaivina-de-bico-vermelho, Hydroprogne caspia
- Gaivina-preta, Chlidonias niger
- Gaivina-de-asa-branca, Chlidonias leucopterus
- Gaivina-de-faces-brancas, Chlidonias hybrida
- Andorinha-do-mar-comum, Sterna hirundo
- Garajau-comum, Thalasseus sandvicensis

## Mobelhas
Ordem: Gaviiformes   Família: Gaviidae
As mobelhas são um grupo de pássaros aquáticos encontrados em muitas partes da América do Norte e norte da Europa. Têm o tamanho de um pato grande ou de um ganso pequeno, com os quais se assemelham um pouco quando nadam, mas com os quais não têm qualquer relação.
- Mobelha-pequena, Gavia stellata
- Mobelha-árctica, Gavia arctica

## Cegonhas
Ordem: Ciconiiformes   Família: Ciconiidae
As cegonhas são aves grandes, de pernas compridas e pescoço comprido, com bicos longos e robustos. As cegonhas são mudas, mas o barulho do bico é um importante meio de comunicação no ninho. Seus ninhos podem ser grandes e podem ser reutilizados por muitos anos. Muitas espécies são migratórias.
- Cegonha-preta, Ciconia nigra
- Cegonha-branca, Ciconia ciconia

## Corvos-marinhos
Ordem: Ciconiiformes   Família: Ciconiidae
Os Phalacrocoracidae são uma família de aves marinhas costeiras de médio a grande porte que se alimentam de peixes, e que incluem os corvos-marinhos. A coloração da plumagem varia, com a maioria tendo plumagem escura, algumas espécies sendo preto e branco e outras coloridas.
- Corvo-marinho-pigmeu, Microcarbo pygmeus
- Corvo-marinho-de-faces-brancas, Phalacrocorax carbo

## Pelicanos
Ordem: Pelecaniformes   Família: Pelecanidae
Os pelicanos são grandes pássaros aquáticos com uma bolsa distinta sob o bico. Tal como acontece com outros membros da ordem Pelecaniformes, eles têm pés palmados com quatro dedos.
- Pelicano-branco, Pelecanus onocrotalus
- Pelicano-crespo, Pelecanus crispus

## Garças e abetouros
Ordem: Pelecaniformes   Família: Ardeidae
A família Ardeidae contém os abetouros e as garças. As garças são aves de médio a grande porte, com pescoços e pernas longos. Os abetouros tendem a ter pescoço mais curto e mais cautelosos. Membros da Ardeidae voam com o pescoço retraído, ao contrário de outras aves de pescoço longo, como cegonhas, íbis e colhereiros.
- Abetouro-comum, Botaurus stellaris
- Garça-pequena, Ixobrychus minutus
- Garça-real-europeia, Ardea cinerea
- Garça-vermelha, Ardea purpurea
- Garça-branca-grande, Ardea alba
- Garça-branca-pequena, Egretta garzetta
- Garça-vaqueira, Bubulcus ibis
- Garça-caranguejeira, Ardeola ralloides
- Savacu, Nycticorax nycticorax

## Íbis e colhereiros
Ordem: Pelecaniformes   Família: Threskiornithidae
Os Threskiornithidae são uma família de grandes aves terrestres que inclui os íbis e colhereiros. Elas têm asas longas e largas com 11 penas primárias e cerca de 20 penas secundárias. Elas são voadores fortes e, apesar de seu tamanho e peso, são planadores muito capazes.
- Íbis-preto, Plegadis falcinellus
- Íbis-sagrado, Threskiornis aethiopicus
- Colhereiro-europeu, Platalea leucorodia

## Águias-pesqueiras
Ordem: Accipitriformes   Família: Pandionidae
A família Pandionidae contém apenas uma espécie, a águia-pesqueira; uma ave de rapina de médio-grande porte com distribuição mundial, e especialista em comer peixes.
- Águia-pesqueira, Pandion haliaetus

## Gaviões, águias, milhafres e abutres
Ordem: Accipitriformes   Família: Accipitridae
Os Accipitridae são uma família de aves de rapina, que inclui gaviões, águias, milhafres e abutres. Essas aves têm poderosos bicos em forma de gancho para arrancar a carne de suas presas, pernas fortes, garras poderosas e visão aguçada.
- Peneireiro-cinzento, Elanus caeruleus (A)
- Abutre-barbudo, Gypaetus barbatus
- Abutre-do-egito, Neophron percnopterus
- Vespeiro-europeu, Pernis apivorus
- Tartaranhão-Vespeiro-Oriental, Pernis ptilorhynchus (A)
- Abutre-preto, Aegypius monachus
- Açor, Accipiter gentilis
- Águia-cobreira, Circaetus gallicus
- Águia-pomarina, Clanga pomarina
- Águia-gritadeira, Clanga clanga
- Águia-pequena, Hieraaetus pennatus
- Águia-das-estepes, Aquila nipalensis
- Águia-imperial-oriental, Aquila heliaca
- Águia-real, Aquila chrysaetos
- Águia-de-bonelli, Aquila fasciata
- Tartaranhão-ruivo-dos-pauis, Circus aeruginosus
- Tartaranhão-azulado, Circus cyaneus
- Tartaranhão-pálido, Circus macrourus
- Tartaranhão-caçador, Circus pygargus
- Gavião-shikra, Accipiter badius
- Gavião-de-pé-curto, Accipiter brevipes
- Gavião-da-europa, Accipiter nisus
- Grifo, Gyps fulvus
- Milhafre-real, Milvus milvus
- Milhafre-preto, Milvus migrans
- Águia-rabalva, Haliaeetus albicilla
- Pigargo-de-pallas, Haliaeetus leucoryphus (A)
- Bútio-patudo, Buteo lagopus
- Águia-de-asa-redonda, Buteo buteo
- Bútio-rabo-canela, Buteo rufinus

## Corujas-das-torres
Ordem: Strigiformes   Família: Tytonidae
As corujas-das-torres são corujas de médio a grande porte, com cabeças grandes e rostos característicos em formato de coração. Elas têm pernas longas e fortes com garras poderosas.
- Coruja-das-torres, Tyto alba

## Corujas
Ordem: Strigiformes   Família: Strigidae
As corujas típicas são aves de rapina noturnas solitárias de pequeno a grande porte. Elas têm olhos e orelhas grandes voltados para a frente, um bico semelhante ao de um falcão e um círculo notável de penas ao redor de cada olho, chamado de disco facial.
- Mocho-d’orelhas, Otus scops
- Bufo-real, Bubo bubo
- Mocho-galego, Athene noctua
- Coruja-do-mato, Strix aluco
- Coruja-pequena, Asio otus
- Coruja-do-nabal, Asio flammeus
- Mocho-Funéreo, Aegolius funereus

## Poupas
Ordem: Bucerotiformes   Família: Upupidae
As poupas têm coloração preta, branca e laranja-rosa com uma grande crista erétil na cabeça.
- Poupa-eurasiática, Upupa epops

## Guarda-rios
Ordem: Coraciiformes   Família: Alcedinidae
Os guarda-rios são aves de tamanho médio com cabeças grandes, bicos longos e pontiagudos, patas curtas e caudas curtas.
- Guarda-rios-comum, Alcedo atthis
- Martim-pescador-de-garganta-branca, Halcyon smyrnensis

## Abelharucos
Ordem: Coraciiformes   Família: Meropidae
Os abelharucos são um grupo de pássaros próximos da família Meropidae. A maioria das espécies são encontradas na África, mas outras ocorrem no sul da Europa, Madagascar, Austrália e Nova Guiné. Eles são caracterizados por uma plumagem ricamente colorida, corpos delgados e penas centrais da cauda geralmente alongadas. Todos são coloridos e têm bico longo voltado para baixo e asas pontiagudas, que lhes dão uma aparência de andorinha quando vistos de longe.
- Abelharuco-persa, Merops persicus
- Abelharuco-comum, Merops apiaster

## Rolieiros
Ordem: Coraciiformes   Família: Coraciidae
Os rolieiros assemelham-se a corvos em tamanho e constituição, mas estão mais intimamente relacionados com os guarda-rios e os abelharucos. Eles compartilham a aparência colorida desses grupos com predominância de azuis e marrons. Os dois dedos do pé dianteiros internos estão conectados, mas o dedo externo não está.
- Rolieiro-europeu, Coracias garrulus

## Pica-paus
Ordem: Piciformes   Família: Picidae
Os pica-paus são pássaros de pequeno a médio porte, com bico em formato de cinzel, pernas curtas, cauda rígida e língua comprida, usadas para capturar insetos. Algumas espécies têm pés com dois dedos apontando para a frente e dois para trás, enquanto várias espécies têm apenas três dedos. Muitos pica-paus têm o hábito de bater ruidosamente nos troncos das árvores com o bico.
- Torcicolo, Jynx torquilla
- Pica-pau-médio, Dendrocoptes medius
- Pica-pau-de-dorso-branco, Dendrocopos leucotos
- Pica-pau-malhado-grande, Dendrocopos major
- Pica-pau-sírio, Dendrocopos syriacus
- Pica-pau-malhado-pequeno, Dryobates minor
- Pica-pau-verde, Picus viridis
- Pica-pau-preto, Dryocopus martius

## Falcões e semelhantes
Ordem: Falconiformes   Família: Falconidae
Os Falconidae são uma família de aves de rapina diurnas. Eles diferem dos gaviões, águias e milhafres porque matam com o bico em vez das garras.
- Peneireiro-das-torres, Falco naumanni
- Peneireiro-vulgar, Falco tinnunculus
- Falcão-de-pés-vermelhos, Falco vespertinus
- Esmerilhão, Falco columbarius
- Ógea, Falco subbuteo
- Falcão-lanário, Falco biarmicus
- Falcão-sacre, Falco cherrug
- Falcão-peregrino, Falco peregrinus

## Papagaios e periquitos
Ordem: Psittaciformes   Família: Psittaculidae
As características dos papagaios e periquitos incluem um bico forte e curvo, postura ereta, pernas fortes e pés zigodáctilos com garras. Muitos papagaios e periquitos têm cores vivas e alguns são multicoloridos. Em tamanho, eles variam de 8 centímetros a 1 metro de comprimento. Os papagaios e periquitos são encontrados no leste da África, passando pelo sul e sudeste da Ásia e da Oceania até a Austrália e Nova Zelândia.
- Periquito-de-colar, Psittacula krameri (A)

## Papa-figos
Ordem: Passeriformes   Família: Oriolidae
Os papa-figos são pássaros passeriformes coloridos. Eles não estão relacionados com os Icterus.
- Papa-figos, Oriolus oriolus

## Picanços
Ordem: Passeriformes   Família: Laniidae
Os picanços são pássaros passeriformes conhecidos por seu hábito de pegar outras aves e pequenos animais e empalar as porções não comidas de seus corpos em espinhos. O bico de um picanço típico é em forma de gancho, como uma ave de rapina.
- Picanço-de-dorso-ruivo, Lanius collurio
- Picanço-de-cauda-vermelha, Lanius phoenicuroides
- Picanço-isabel, Lanius isabellinus
- Picanço-grande, Lanius excubitor
- Picanço-pequeno, Lanius minor
- Picanço-núbio, Lanius nubicus
- Picanço-barreteiro, Lanius senator

## Corvos, gaios, gralhas e pegas
Ordem: Passeriformes   Família: Corvidae
A família Corvidae inclui corvos, gaios, gralhas, pegas e quebra-nozes. Os corvídeos estão acima da média em tamanho entre os Passeriformes, e algumas das espécies maiores mostram altos níveis de inteligência.
- Gaio-comum, Garrulus glandarius
- Pega-rabuda, Pica pica
- Quebra-nozes, Nucifraga caryocatactes (A)
- Gralha-de-bico-vermelho, Pyrrhocorax pyrrhocorax
- Gralha-de-bico-amarelo, Pyrrhocorax graculus
- Gralha-de-nuca-cinzenta, Corvus monedula
- Gralha-calva, Corvus frugilegus
- Gralha-cinzenta, Corvus cornix
- Corvo-comum, Corvus corax